# Réserve naturelle nationale de la baie de l'Aiguillon
Pour les articles homonymes, voir Aiguillon.
La réserve naturelle nationale de la baie de l'Aiguillon (en fait deux réserves naturelles nationales : RNN130 et RNN146) couvre une partie du domaine public maritime des départements de la Vendée et de la Charente-Maritime, à l'embouchure de la Sèvre niortaise. Elle a été créée en deux temps : la partie vendéenne (RNN130) en 1996 et la partie charentaise (RNN146) en 1999 pour une surface totale d'environ 4 900 hectares.

## Localisation

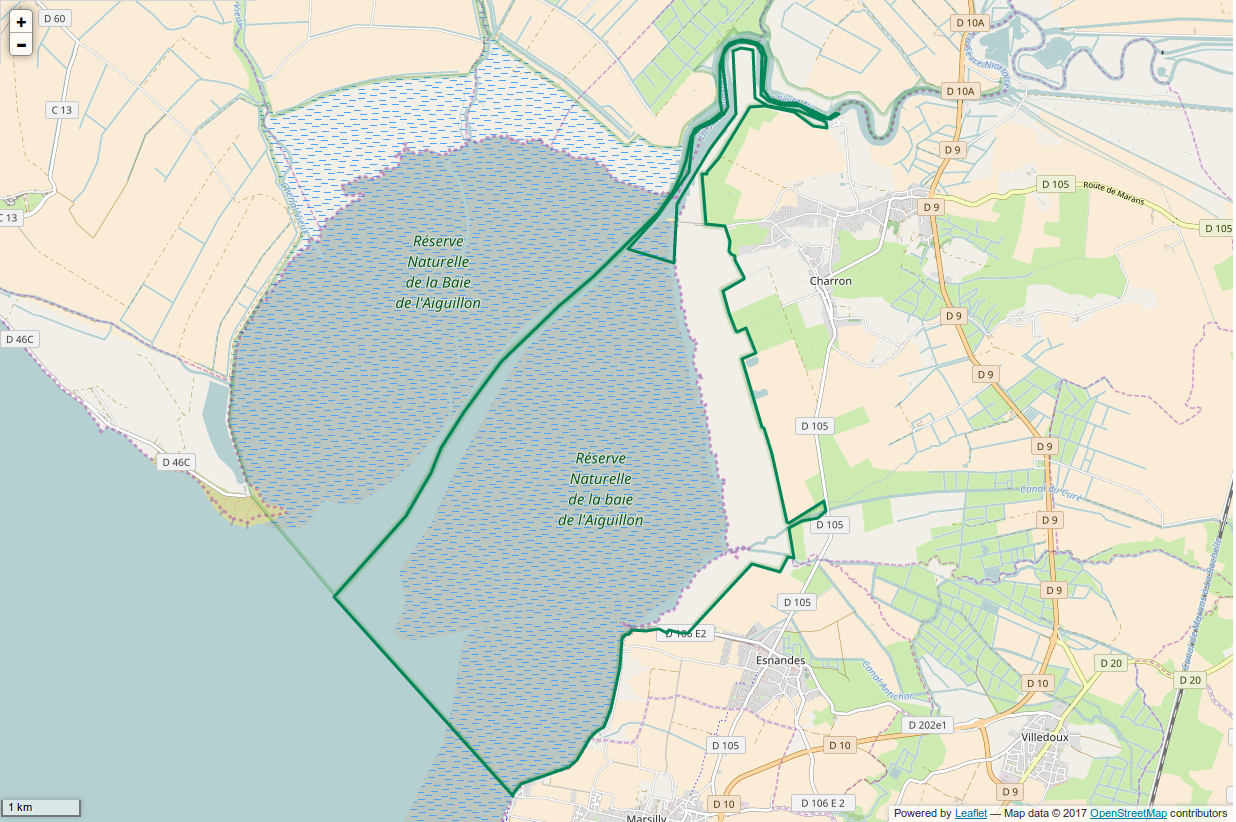
Périmètre de la réserve naturelle en Charente-Maritime.

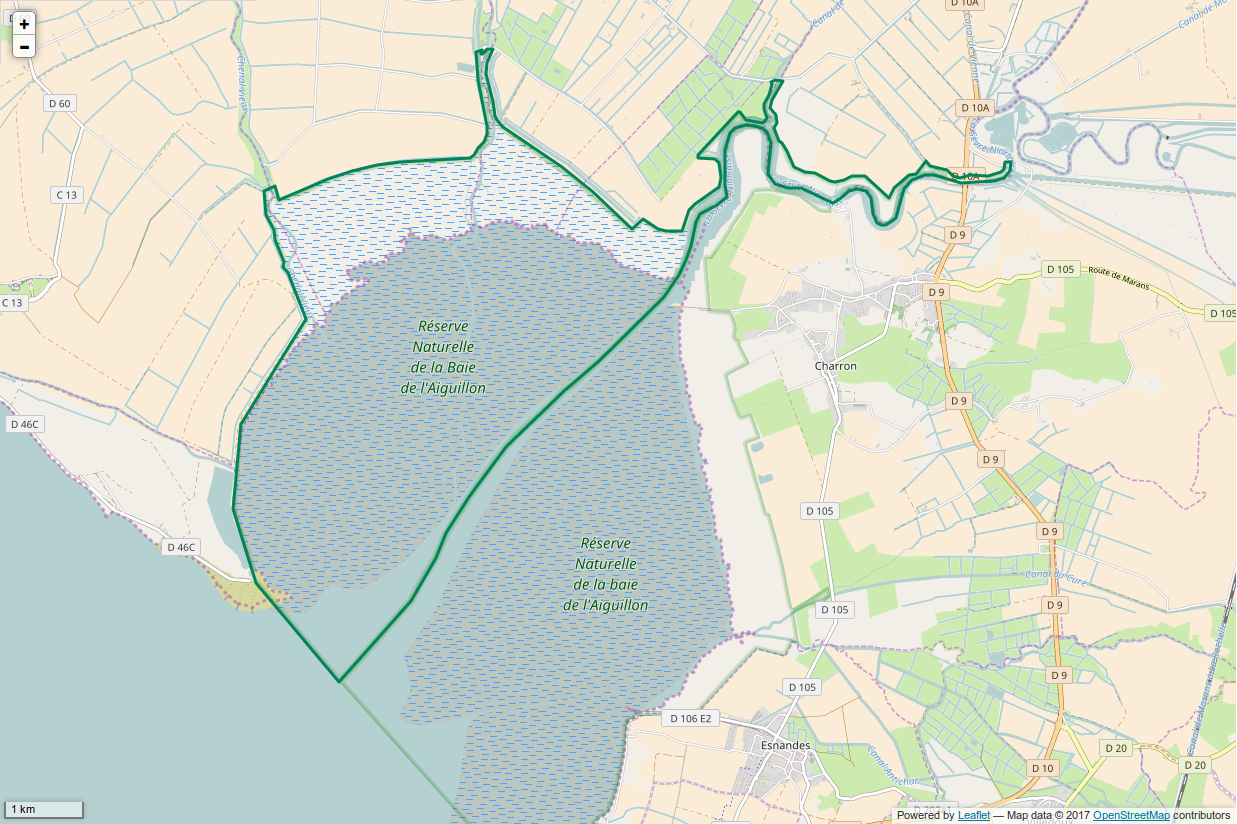
Périmètre de la réserve naturelle en Vendée.

Située sur le littoral atlantique, aux limites des départements de la Vendée et de la Charente-Maritime, la baie de l'Aiguillon ou anse de l'Aiguillon s'ouvre sur l'océan Atlantique dans le Pertuis Breton, en face de l'Île de Ré.
La Sèvre niortaise vient y mêler ses eaux dans une embouchure qui s'évase sur plus d'un kilomètre de largeur et qui constitue le principal émissaire.
Neuf communes sont bordées par l'anse de l'Aiguillon dont six dans le département de la Vendée et trois dans celui de la Charente-Maritime. Au nord et sur la rive droite de l'embouchure de la Sèvre niortaise, dans le département de la Vendée, se situent les communes suivantes : L'Aiguillon-sur-Mer, Champagné-les-Marais, Puyravault, Saint-Michel-en-l'Herm, Sainte-Radegonde-des-Noyers, Triaize. Au sud et sur la rive gauche de l'embouchure de la Sèvre niortaise se situent les communes de la Charente-Maritime : Charron, Esnandes et Marsilly.

## Histoire du site et de la réserve

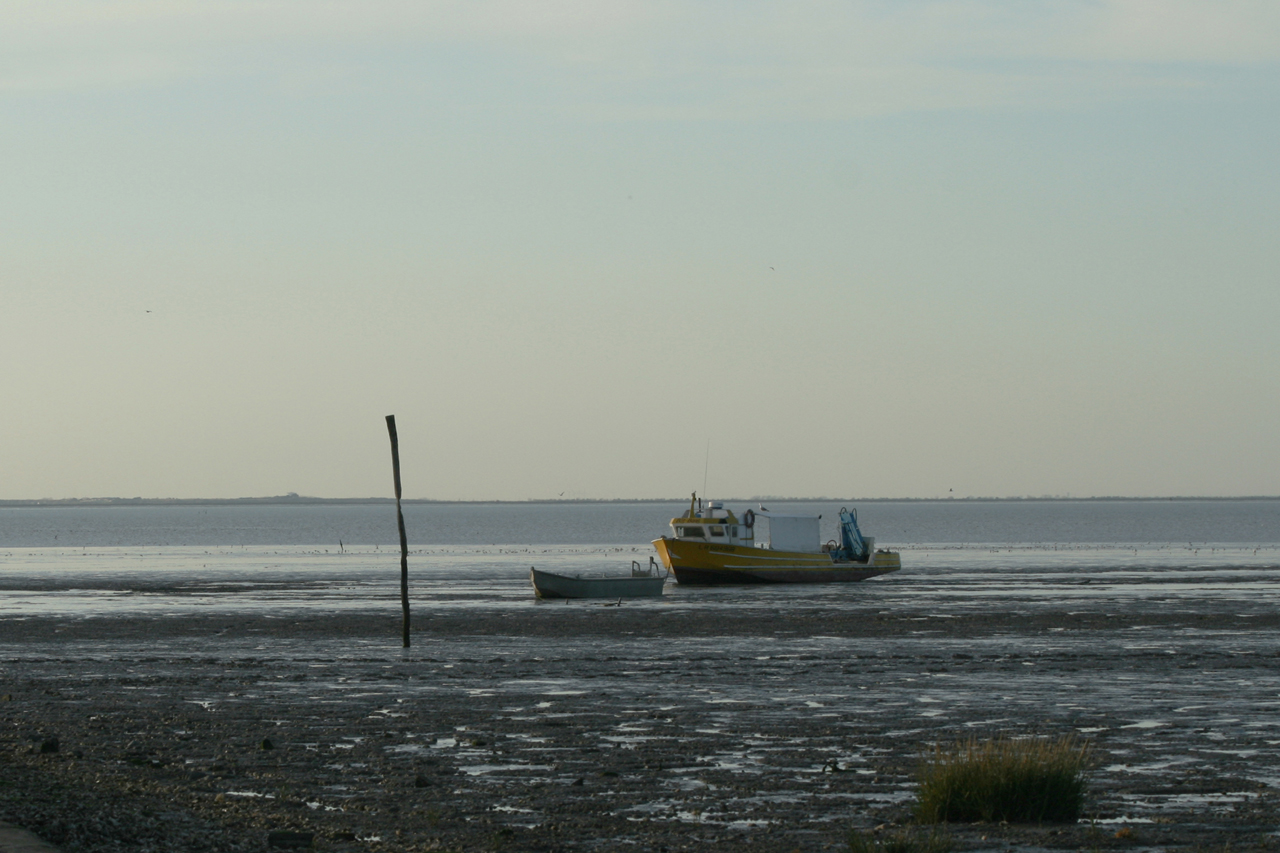
L'anse de l'Aiguillon

La baie résulte du comblement du golfe des Pictons, phénomène accentué par les aménagements historiques qui ont donné naissance au Marais poitevin. Le dépôt continu de sédiments d'origine marine fait que son envasement est régulier.
Située au débouché de la Sèvre niortaise et des principaux canaux de dessèchement du marais, la baie a été en partie polderisée à l'abri de la flèche sableuse constituant la pointe de l'Aiguillon. Les dernières tentatives dans ce sens ont eu lieu dans les années 1960.
Dans la nuit du 28 au 1er mars 2010, la tempête Xynthia, conjuguant des vents forts (160 km/h) de secteur Sud-Ouest et une marée de fort coefficient (102) avec une marée barométrique exceptionnelle (968 hPa), s'est traduite par une surcote estimée à plus d'1,50 mètre. Le débordement des digues et les brèches qui s'ensuivirent provoquèrent l'inondation des communes riveraines de la baie. La ferme de la Prée-Mizottière, située sur la commune de Sainte-Radegonde-des-Noyers, propriété du Conservatoire du littoral abritant notamment les locaux de la réserve, fut totalement inondée.

## Écologie (biodiversité, intérêt écopaysager…)
La vasière s'étend sur environ 3 700 ha au sein de la réserve naturelle. Le pré salé couvre 1 100 ha.
Toujours siège d'une importante activité mytilicole équivalant à 15 % de la production nationale, la baie est aujourd'hui entièrement classée réserve naturelle nationale.
Elle est en effet répertoriée de longue date comme un site d’hivernage et de halte d’importance nationale et internationale pour les oiseaux d’eau migrateurs.

### Flore
La végétation du milieu littoral est constituée essentiellement d'espèces halophiles. Sur l'ensemble de la réserve, on dénombre 110 espèces végétales dont 68 sur les prés salés et les dunes, parmi lesquelles : la Salicorne, la Puccinellie maritime, l'Obione, les Phragmites, l'Ophrys araignée.

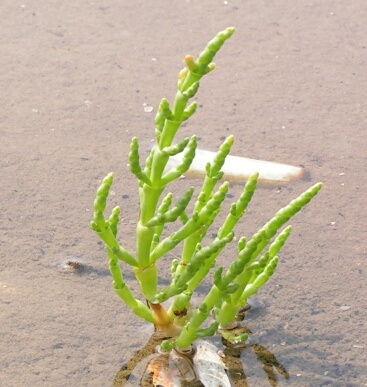
Salicorne d'Europe (Salicornia europaea).
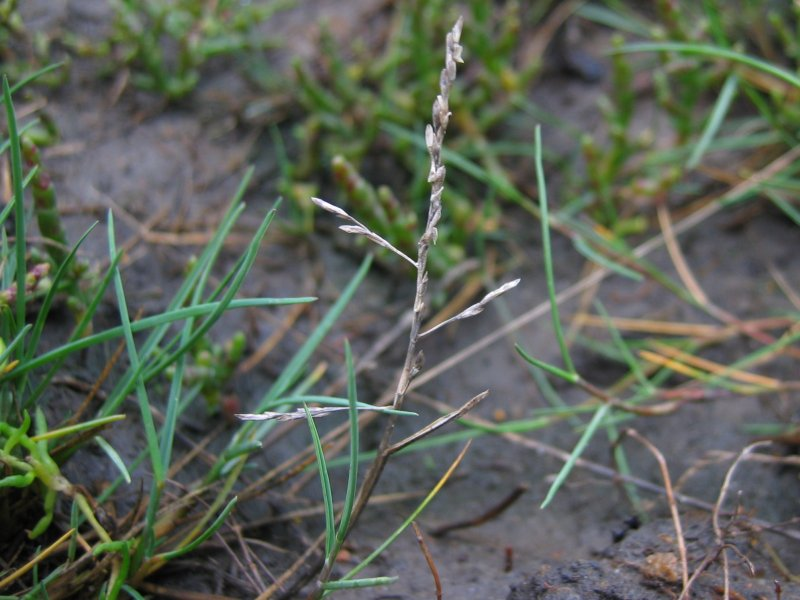
Puccinellie maritime (Puccinellia maritima).
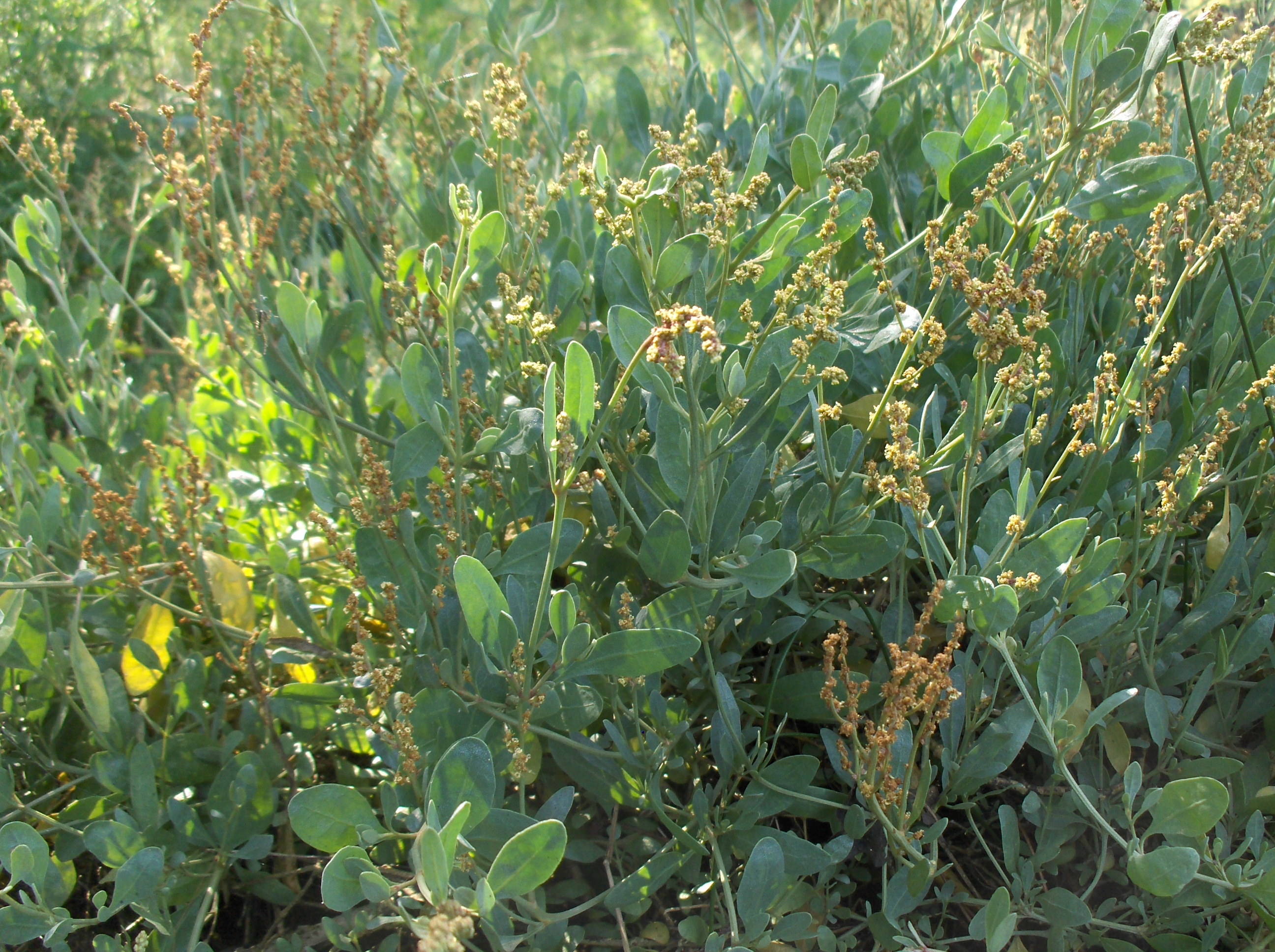
Obione, obione faux-pourpier.
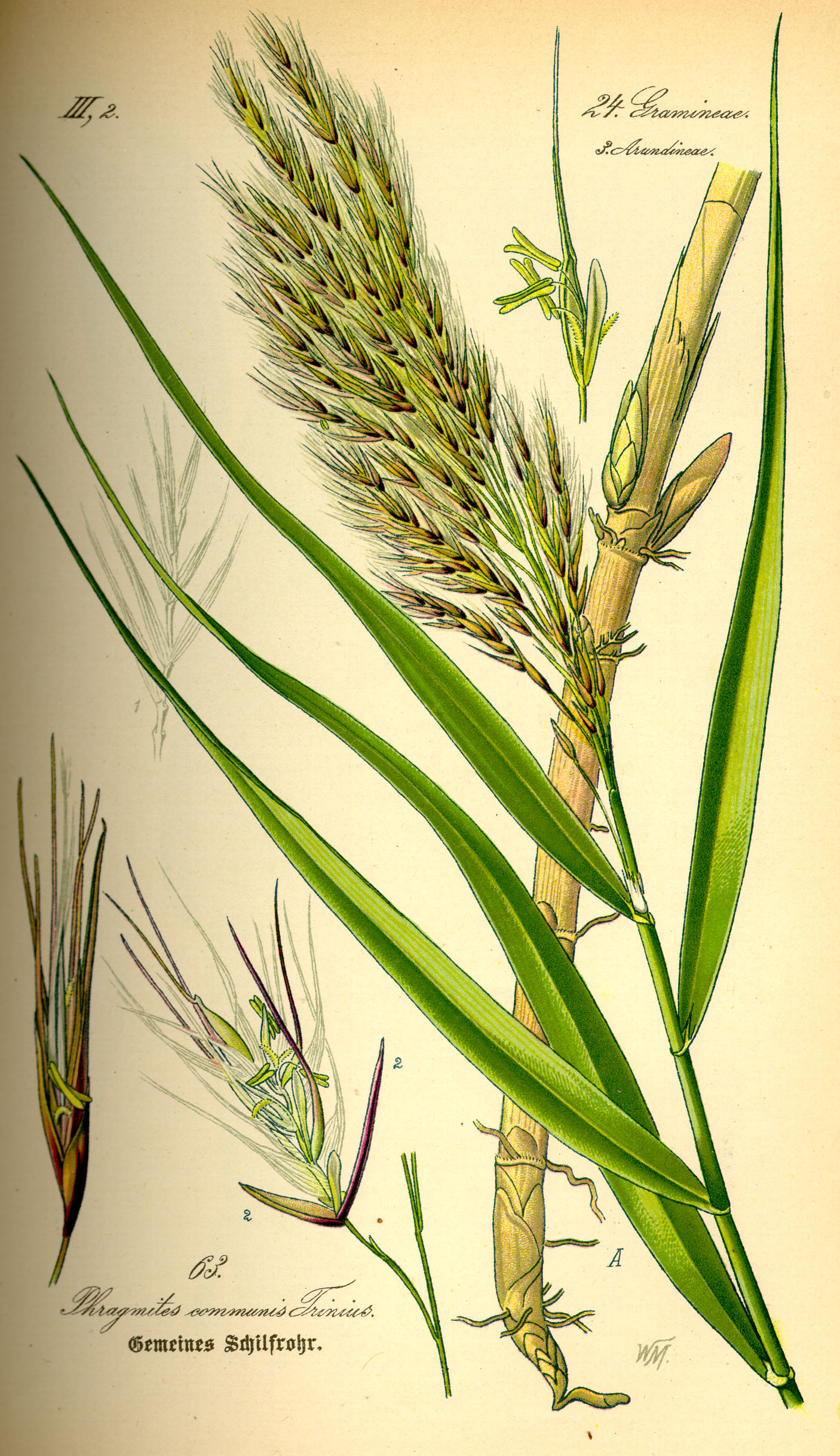
Phragmites australis, le roseau commun.
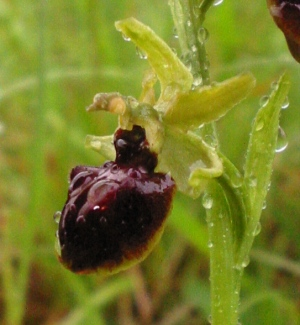
Ophrys araignée (ophrys sphegodes).

### Faune
La baie de l'Aiguillon est avec la pointe d'Arçay un lieu de grande importance ornithologique. Ces deux sites abritaient au début des années 2000 selon l'IFEN (Observatoire du littoral) environ 74 000 oiseaux dont 47 000 limicoles et le solde étant essentiellement des anatidés : canards pilet, oies cendrées et tadornes de Belon.
Parmi les oiseaux limicoles, on trouve notamment sur ces sites environ :
- 5 200 avocettes élégantes (7 % de la population de la région biogéographique) ;
- 5 400 barges à queue noire (janvier 2021) ; il s'agit du plus important site d'hivernage en France de cette espèce, qui à lui seul rassemble de 30 à 50 % des effectifs hivernant dans le pays[5].
- 2 200 bécasseaux maubèche et 1300 bécasseaux variable.

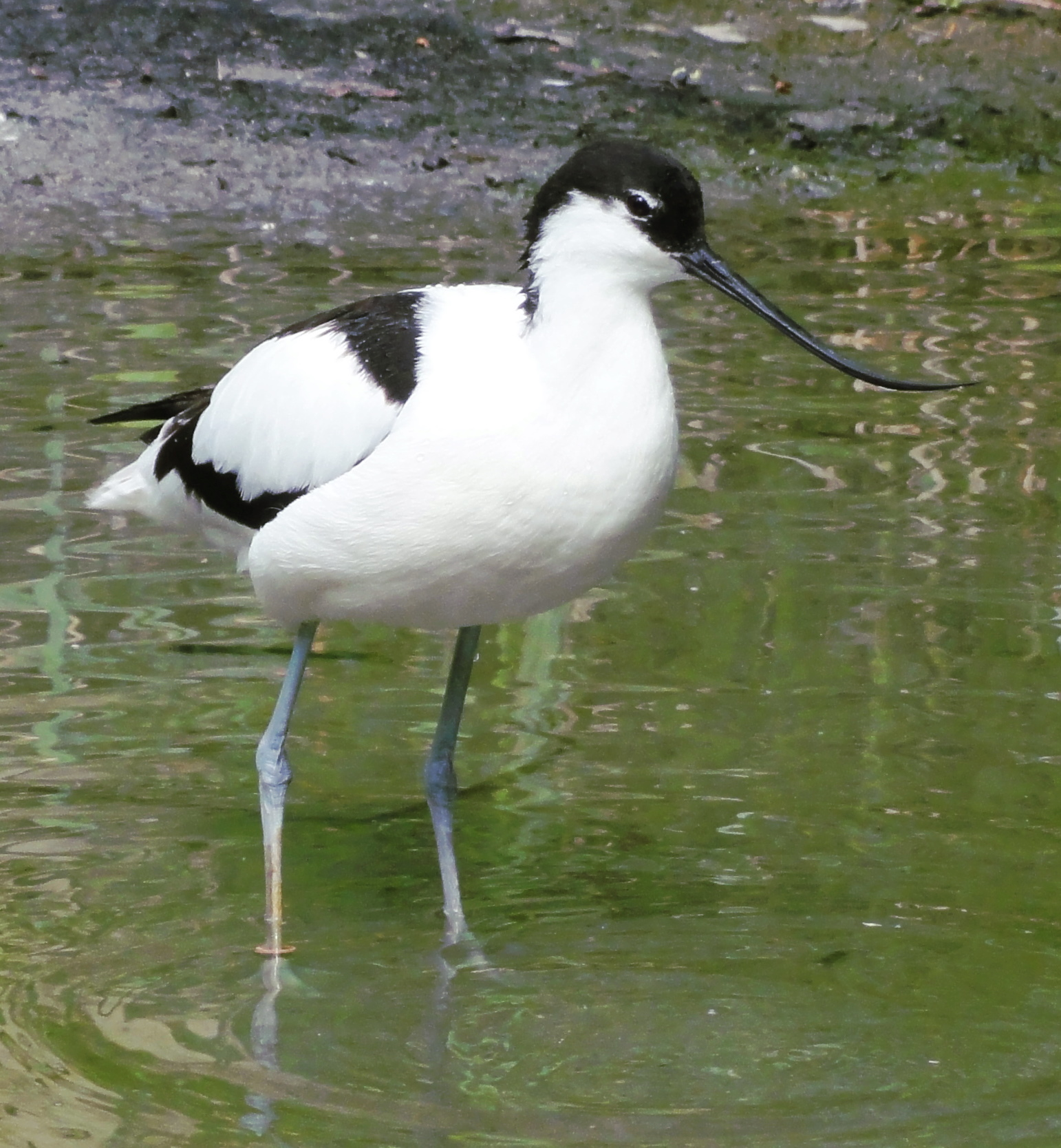
Avocette élégante (Recurvirostra avosetta)
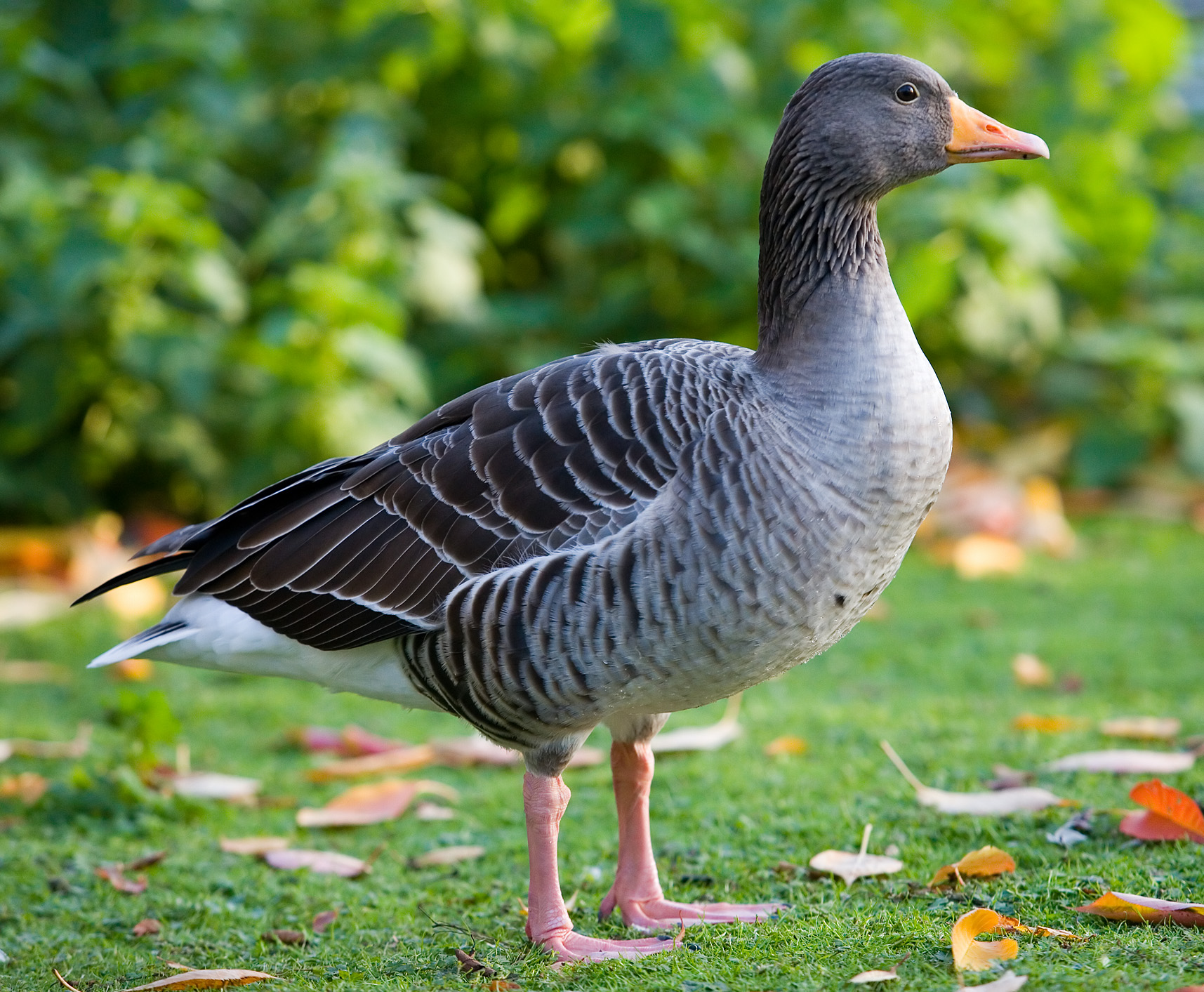
Oie cendrée (Anser anser)
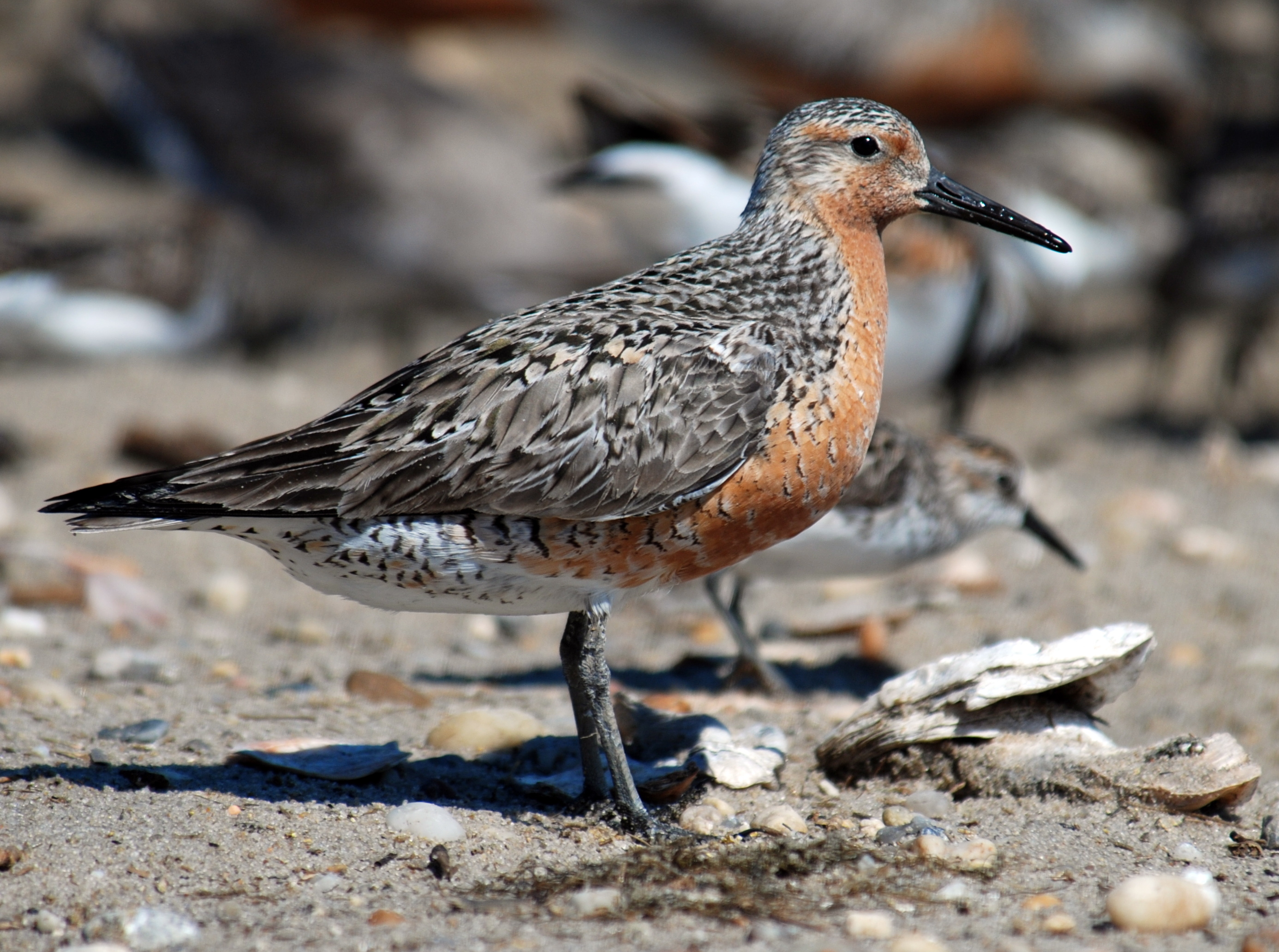
Bécasseau maubèche (Calidris canutus)
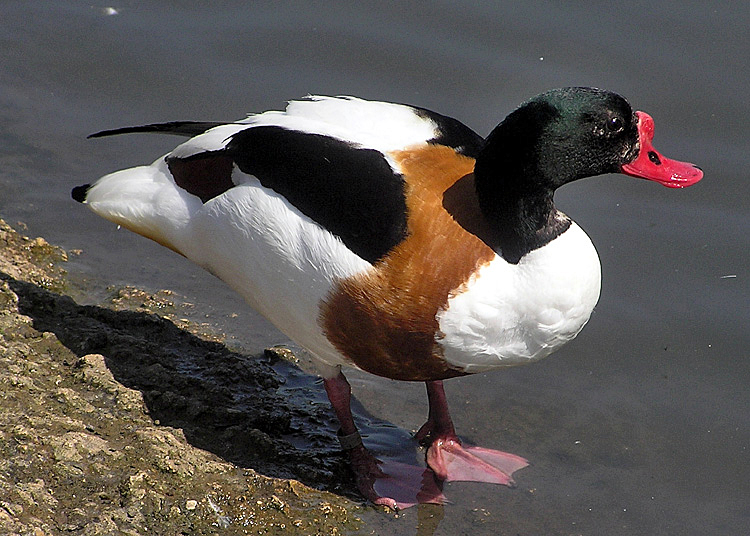
Tadorne de Belon mâle (Tadorna tadorna)
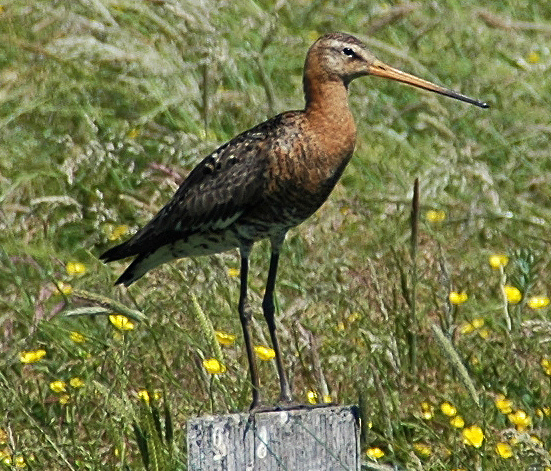
Barge à queue noire (Limosa limosa)

### Zone humide, données physicochimiques
Pour mieux comprendre la qualité de l’eau (plus ou moins saumâtre) et le fonctionnement écologique de la Baie, des sondes multiparamétriques mesurent depuis janvier 2019, toutes les 10 min la température et la salinité, au niveau du Chenal Vieux, du Canal de Luçon, du Canal du Curé, de la Sèvre niortaise sur le pont du Brault et bouée d’eau saine et du Lay (pont de la Faute-sur-Mer et bouée). En mai 2019, Les séries temporelles de température et de salinité ainsi obtenues ont été mises en ligne.
En  septembre 2019, d’anciens aménagements ostréicoles ont été démantelés par une pelleteuse amphibie dotée d’un broyeur, à proximité la Pointe de l’Aiguillon (restes de tables à huîtres, abandonnés dans les années 60 puis colonisés par une population dense d’huîtres japonaises (espèce invasive), afin de restaurer les vasières .

## Administration, plan de gestion, règlement

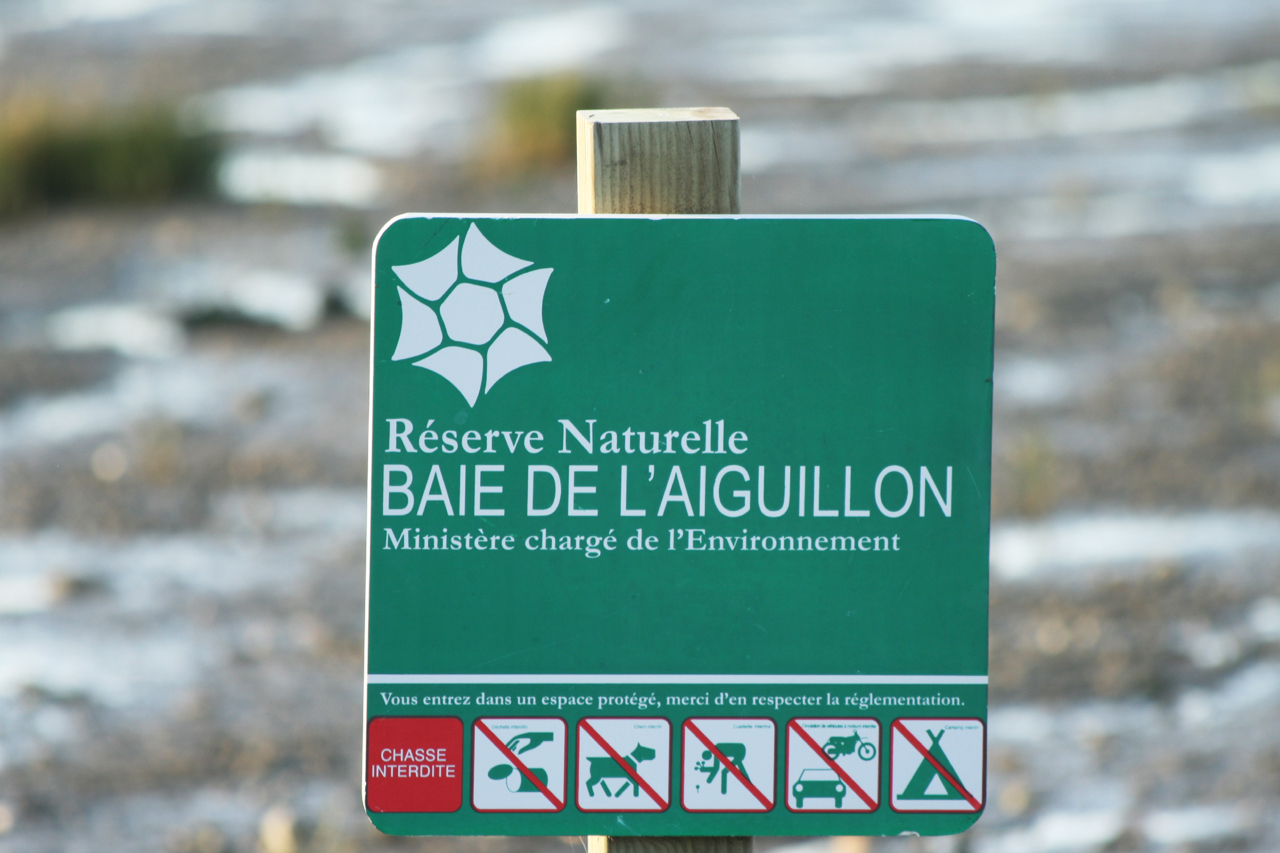
Balisage de la réserve naturelle

Du fait de l'existence sur le plan administratif de deux réserves naturelles, régies par deux décrets distincts, la gestion de l'ensemble est elle-même partitionnée : côté Vendée, la gestion a été confiée à l'Office français de la biodiversité (OFB), établissement public dépendant des Ministères chargés de l'Environnement et de l'Agriculture, certaines missions techniques étant confiées à la Ligue pour la protection des oiseaux (LPO). Côté Charente-Maritime, la gestion a été confiée conjointement à l'OFB et à la LPO. Les deux conservateurs et leurs équipes techniques travaillent de concert, et ils mettent en œuvre un plan de gestion commun.
En 2012 en Vendée, un conseil scientifique commun est constitué entre la RNN de la Baie de l'Aiguillon, la RNN du marais communal de Saint-Denis-du-Payré et la RNN de la Casse de la Belle Henriette.

### Outils et statut juridique
La réserve naturelle a été créée par deux décrets séparés. La partie vendéenne (RNN130) a d'abord fait l'objet du décret no 96-613 du 9 juillet 1996. La partie charentaise (RNN146), a été créée par le décret no 99-557 du 2 juillet 1999.

### Programme «LIFE Baie de l'Aiguillon»
De janvier 2016 à décembre 2020 la Baie de l'Aiguillon, et donc la réserve, bénéficient d'un programme de « L’instrument financier pour l’environnement » (LIFE) ayant pour but la préservation des habitats littoraux du Marais poitevin. Le budget de ce programme, coordonné par le Parc naturel régional du Marais poitevin, s'élève à 2 317 727 euros.
En 2017 un film présentant le site et les enjeux du programme a été réalisé par Philippe Garguil.